# Microrégion d'Oliveira
Pour les articles homonymes, voir Oliveira.
La microrégion d'Oliveira est l'une des cinq microrégions qui subdivisent l'Ouest du Minas, dans l'État du Minas Gerais au Brésil.
Elle comporte 9 municipalités qui regroupaient 126 986 habitants en 2006 pour une superficie totale de 4 037 km2.

## Municipalités[1]
- Bom Sucesso
- Carmo da Mata
- Carmópolis de Minas
- Ibituruna
- Oliveira
- Passa Tempo
- Piracema
- Santo Antônio do Amparo
- São Francisco de Paula